# Сан Джорджо а Лири
Сан Джо̀рджо а Лѝри (на италиански: San Giorgio a Liri) е малко градче и община в Централна Италия, провинция Фрозиноне, регион Лацио. Разположено е на 38 m надморска височина. Населението на общината е 3168 души (към 2010 г.).